# Albán nyelv
Az albán nyelv (albánul Shqip/Shqipe/Shqipja) az indoeurópai nyelvcsalád egy önálló ágának egyetlen tagja. A nyelv Albánia (Shqipëria) hivatalos nyelve, a 2011. évi népszámlálás alapján a lakosság 98,8%-a, azaz 2 765 610 fő anyanyelveként használja. Az albánt beszélik még Koszovóban, Montenegróban és Szerbiában (együtt 3 millió beszélő), Észak-Macedóniában (400 000), Görögországban (600 000), valamint Törökországban (2-2,5 millió), Olaszországban (ez utóbbi helyen tősgyökeres albán csoportok az arberes nyelvet beszélik), Romániában, Bulgáriában, Ukrajnában, és Európán kívül Szíriában, Egyiptomban, az Egyesült Államokban, Kanadában, Argentínában és Ausztráliában.

## Az albán ábécé
A betűk: A, B, C, Ç, D, Dh, E, Ë, F, G, Gj, H, I, J, K, L, Ll, M, N, Nj, O, P, Q, R, Rr, S, Sh, T, Th, U, V, X, Xh, Y, Z, Zh
A betűk nevei: a, bë, cë, çë, dë, dhë, e, ë, fë, gë, gjë, hë, i, jë, kë, lë, llë, më, në, një, o, pë, që, rë, rrë, së, shë, të, thë, u, vë, xë, xhë, y, zë, zhë
A w csak idegen nevekben fordul elő (nagyon ritka).
Gyakori a jésítés: gj,nj,q  ez utóbbi palatális k hangot jelöl.
Sohasem választjuk el a következő betűket: dh, gj, ll, nj, rr, sh, th, xh, zh.

## Kiejtés

### Magánhangzók
- a: megfelel a magyar palóc nyelvjárásbeli rövid á-nak [a]: kam [kam]
- e: megfelel a csak a magyar nyelvjárásokban létező zárt, kissé é-s színezetű e-nek [e]: qesh [ceʃ]
- ë: kiejtése rövid, semleges ö-szerű hang, melyet a szakirodalomban schwa néven ismernek (jellemző a német, angol, francia hangsúlytalan e hang ejtésekor) [ə]: unë ['unə]
- i: megfelel a magyar i-nek [i]: libër ['libər]
- o: megfelel a magyar o-nak [o]: thom [θom]
- u: megfelel a magyar u-nak [u]: punoj ['punoj]
- y: megfelel a magyar ü-nek [y]: dyzet ['dyzet]

Az egyes hangok nyelvjárásonként változhatnak. A gegben sokszor más hangot ejtenek az ë helyett, igen sok az orrhang, melyet az ^ ékezet jelöl, és általában a szóbeli r helyett n-et ejtenek: toszk rërë ['rərə] – geg rânë ['rãnə].
Az olaszországi nyelvjárásra jellemző, hogy az y betűt [i]-nek ejtik, valamint az ë behelyettesítése más hanggal (pl: [e], [o], [u]), amely olykor szélsőséges kiejtést is eredményezhet (lásd még a mássalhangzókat is!): dyzet ['dizet], vëlla [vwa].

### Kettőshangzók
Az albánban kevés kettőshangzót találunk, a legjellemzőbbek az ie [ie], ua [ua], ue [ue] (egyes nyelvjárásokban egyszerű [u:]), ye [ye] kapcsolatok.

### Mássalhangzók
A b, c, d, f, g, j, k, m, n, p, r, t, v, z betűk kiejtése megegyezik a magyarral ([b], [ts], [d], [f], [g], [j], [k], [m], [n], [p], [r], [t], [v], [z]). Példák: libër [lib'ər], Jacy [ja'tsy], di [di], flas [flas], grua [grua], je [je], mik [mik], motrë [mot'rə], janë [ja'nə], punoj [pu'noj], gruaja ['gruaja], këtu [kə'tu], vëlla [və'lla], Erzeni [erze'ni].
A többi betűt a következő módon ejtjük:
- ç: magyar cs [t͡ʃ]: Kuçi [ku't͡ʃi]
- dh: mint az angol th a then szóban [ð]: Hardhista [harðis'ta]
- gj: magyar gy [ɟ]: Gjërgj [ɟərɟ]
- h: magyar h [h], de nyelvjárásokban (főleg Olaszországban) előfordulhatnak zöngésebb változatai [x], [γ]: hamë [ha'mə]/[xa'mə]/[γa'mə]
- l: mint a magyar l [l], az olasz nyelvjárásokban lehet lágy is [ʎ]: libër [lib'ər] ([ʎib'ər])
- ll: mint a magyar hosszú ll [ll], az olasz nyelvjárásokban (Greçi, Këmarini, Munxhifuni, Ruri, Kazallveqi, Shen Kogi, Puhëriu, Karfici, Mashqiti, Hora të Arbëreshëvet, Sëndastinës) gargalizáláskor ejtett gégehanghoz hasonlít (gh) [γ], ilyenkor u után gyakran nem ejtik: vëlla [və'lla] ([və'γa] sőt [vwa])
- nj: magyar ny [ɲ]: një[ɲə]
- q: magyar ty [c]: qesh [ceʃ]
- rr: erősen pergetett r [rr]: rreth [rreθ]
- s: magyar sz [s]: motrës [mot'rəs]
- sh: magyar s [ʃ]: është [əʃ'tə]
- th: mint az angol th a think szóban [θ]: thuash [θu'aʃ]
- x: magyar dz [d͡z]: Rranxa [rran'd͡za]
- xh: magyar dzs [d͡ʒ]: Hoxha [ho'd͡ʒa]
- zh: magyar zs [ʒ]: Librazhdi [libraʒ'di]

A toszk és arbëresh nyelvjárásokban a szó végi zöngés mássalhangzók zöngétlenné válhatnak, valamint a zöngétlen mássalhangzók zöngések előtt szintén zöngésekké válnak: Gjërgj [ɟərc]; ishmë [iʒm].
Olaszországban a h egyes helyeken hasonlóan hangzik, mint az ll [γ], de sohasem ott, ahol az ll-t is így ejtik!.

### Hangsúly
A hangsúly általában az utolsó vagy az utolsó előtti szótagon van, nem jelölik; általában ragozás közben is megőrzi helyét, bár többes számban eltolódhat: njeriu [ɲe'ri.u] – njerëzit ['ɲerəzit]. Az összetett szavaknál csak az utolsó tag hangsúlya marad meg.
Itt a hangsúlyos magánhangzót dőlt betűvel jelezzük.

## Nyelvjárások

Albán nyelvjárások

Három dialektusa ismert: Albániában északon a geg (gegërishte) nyelvjárást, délen a toszkot (toskërishte) beszélik, az elválasztóvonal a Shkumbin folyó. A harmadik az Olaszországban beszélt nyelvjárás, az arberesek nyelve (arbërisht, arbëreshë), amelyet azonban számos ember és nyelvész is úgy ítél, hogy lehet külön nyelvnek tekinteni, mivel elég régóta beszélt nyelv és az itáliai albánok nem vették át az irodalmi nyelvet. Az irodalmi albán nyelv (gjuha letrare shqipe) a toszk nyelvjáráson alapul, de sok geg elem is belekerült. Az egyes nyelvjárásoknak alnyelvjárásai is kialakultak, de ezek leginkább csak szókincsükben különböznek egymástól.
| Irodalmi      | Toszk         | Geg      | Fordítás      |
| ------------- | ------------- | -------- | ------------- |
| Shqipëri      | Shqipëri      | Shqypni  | Albánia       |
| është         | është         | âsht     | van           |
| bëj           | bëj           | bâj      | csinál        |
| emër          | emër          | êmën     | név           |
| pjekuri       | pjekuri       | pjekuni  | érettség      |
| gjendje       | gjëndje       | gjêndje  | szituáció     |
| zog           | zok           | zog      | madár         |
| mbret         | mbret         | mret     | király        |
| për të punuar | për të punuar | me punue | dolgozni      |
| rërë          | rërë          | rânë     | homok         |
| qenë          | qënë          | qenë     | van (mn. in.) |

A geg nyelvjárást beszélik Koszovóban, valamint Kelet-Európa többi részén, míg Törökországban és Görögországban a toszk a domináns. Az olaszországi albánok mind az arberes nyelvet beszélik.

## Története

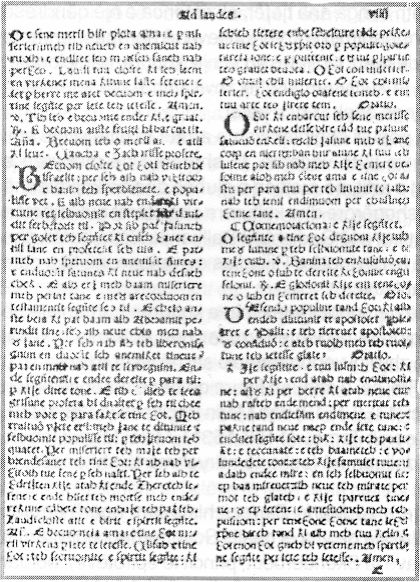
Meshari

## Alaktan

### Névelők
Az albán határozatlan névelő a një (egyes szám) és a ca (többes szám). A határozott névelőt ragokkal fejezik ki, hím- és semlegesnemben -i, nőnemben -(j)a.

### Főnevek
Az albán három nyelvtani nemet különböztet meg (hím-, nő- és semlegesnem – ez utóbbiak nagy része hímneműként ragozódik). Ezen belül megkülönböztetjük a határozott névelővel álló alakokat.
Az albán szótárakban a főnevek négy alakját adják meg: az egyes szám alanyesetű határozatlan alakot; az egyes szám alanyesetű határozott alakot; a többes szám alanyesetű határozatlan alakot; valamint a többes szám alanyesetű határozott alakot: det, deti, dete, detet.
A főneveket ragozásuk szerint három csoportra oszthatjuk. Az első ragozásba a főnevek kb. 35%-a, főleg hímneműek tartoznak. A másodikba kb. 5%, szintén hímneműek (és semlegesek), jellegzetessége a lágyítás. Végül a harmadikba a főnevek maradéka tartozik, melyek nőneműek.

#### Az első ragozású főnevek
|                      | Egyes szám, határozatlan | Egyes szám, határozott | Többes szám, határozatlan | Többes szám, határozott |
| -------------------- | ------------------------ | ---------------------- | ------------------------- | ----------------------- |
| Alanyeset            | det                      | deti                   | dete                      | detet                   |
| Birtokos eset        | i deti                   | i detit                | i deteve                  | i deteve                |
| Részeshatározós eset | deti                     | detit                  | deteve                    | deteve                  |
| Tárgyeset            | det                      | detin                  | dete                      | detet                   |
| Eredethatározó eset  | deti                     | detit                  | deteve, detesh            | deteve                  |

Egyes főnevek ragozás közben elvesztik utolsó szótagukból a hangsúlytalan ë hangot: libër – könyv.
|                      | Egyes szám, határozatlan | Egyes szám, határozott | Többes szám, határozatlan | Többes szám, határozott |
| -------------------- | ------------------------ | ---------------------- | ------------------------- | ----------------------- |
| Alanyeset            | libër                    | libri                  | libra                     | librat                  |
| Birtokos eset        | i libri                  | i librit               | i librave                 | i librave               |
| Részeshatározós eset | libri                    | librit                 | librave                   | librave                 |
| Tárgyeset            | libër                    | librin                 | libra                     | librat                  |
| Eredethatározó eset  | libri                    | librit                 | librave, librash          | librave                 |

#### A második ragozású főnevek
|                      | Egyes szám, határozatlan | Egyes szám, határozott | Többes szám, határozatlan | Többes szám, határozott          |
| -------------------- | ------------------------ | ---------------------- | ------------------------- | -------------------------------- |
| Alanyeset            | mik, prag                | miku, pragu            | miq, pragje               | miqtë, pragjet                   |
| Birtokos eset        | i miku, i pragu          | i mikut i pragut       | i miqve i pragjeve        | i miqve i pragjeve               |
| Részeshatározós eset | miku pragu               | mikut pragut           | miq pragjeve              | miqtë pragjet                    |
| Tárgyeset            | mik, prag                | mikun, pragun          | miq, pragje               | miqtë, pragjet                   |
| Eredethatározó eset  | miku, pragu              | mikut pragut           | miqve pragjeve            | miqve, miqësh pragjeve, pragjesh |

#### A harmadik ragozású főnevek
|                      | Egyes szám, határozatlan | Egyes szám, határozott | Többes szám, határozatlan | Többes szám, határozott |
| -------------------- | ------------------------ | ---------------------- | ------------------------- | ----------------------- |
| Alanyeset            | motër grua               | motra gruaja           | motra gra                 | motrat gratë            |
| Birtokos eset        | i motre i gruaje         | i motrës i gruas       | i motrave i grave         | i motrave i grave       |
| Részeshatározós eset | motre gruaje             | motrës gruas           | motrave grave             | motrave grave           |
| Tárgyeset            | motër grua               | motrën gruan           | motra gra                 | motrat gratë            |
| Eredethatározó eset  | motre gruaje             | motrës gruas           | motrave, motrash grave    | motrave grave           |

Az -a, -e, -e, -o, -o tövű főnevek -e végződés helyett -je-t kapnak: mace – maceje
Hangsúlyos magánhangzóra végződő szavak -ës helyett -së végződést kapnak, hangsúlytalan magánhangzóra végződők pedig egyszerű -s-t: mace – maces.
Az olaszországi nyelvjárások egyes esetekben eltérhetnek az itt megadottaktól (főként az ë használatában).

#### A semlegesnemű főnevek ragozása
A semlegesnemű főnevek egyes számban hímneműként, többes számban nőneműként ragozódnak.

### Birtokviszony
Az albán birtokos, valamint jelzős szerkezetben használnunk kell egy kapcsolószót, ami i, e, së, të lehet. Használatuk:
- i-t használunk alanyesetű egyes számú hímnemű főnév esetén;
- e-t használunk alanyesetű egyes számú nőnemű főnév; tárgyesetű egyes számú főnév; alany- vagy tárgyesetű többes számú főnév esetén;
- së-t használunk egyéb esetű egyes számú határozott nőnemű főnév esetén;
- të-t használunk minden más esetben.

## Melléknevek
A melléknevek csak akkor kaphatnak végartikulust, ha megelőzik a főnevet. Normál esetben a jelző a vonatkozószó után áll.

## Névmások

### Személyes névmások
Ragozásuk a következő (Alany-, Birtokos-, Részeshatározós- (hangsúlyos/hangsúlytalan), Tárgy- (hangsúlyos/hangsúlytalan), Eszközhatározós eset; Részeshatározós eset + e; Részeshatározós eset + i):
- Egyes szám első személy – én: unë, –, mua/më, mua/më, meje; ma; m'i
- Egyes szám második személy – te: ti, –, ty/të, ty/të, teje; ta; t'i
- Egyes szám harmadik személy – ő (hímnem – nőnem): ai – ajo, i atiji – i asaji, atiji/i – asaji/i, atë/e, tij – saj; ia; ia
- Többes szám első személy – mi: ne, –, neve/na, ne/na, nesh; na e; na i
- Többes szám második személy – ti: ju, –, juve/ju, ju, jush; jua; jua
- Többes szám harmadik személy – ők (hímnem – nőnem): ata – ato, i atyre, atyre/u, ata/i – ato/i, tyre; ua; ua

### Birtokos névmások
Ragozásuk a következő (Egy birtok → Ae, Be, Re, Te, Ee (hangsúlyos/hangsúlytalan alakok); Több birtok → Ae, Be, Re, Te, Ee):
- Hangsúlytalan alakok:
  - Egyes szám első személy – az én …-m (hímnem – nőnem): im – ime, tim – sime, tim – sime, tim – time, tim – sime; e mi – e mia, të mi – të mia, të mi – të mia, e mi – e mia, të mi – të mia
  - Egyes szám második személy – a te …-d (hímnem – nőnem): yt – jote/jot, tënd/tyt – sate/sat, tënd/tyt – sate/sat, tënd/tët – tënde/tët, tënd/tyt – sate/sat; e tu – e tua, të tu – të tua, të tu – të tua, e tu – e tua, të tu – të tua
  - Egyes szám harmadik személy – az ő …-je (hímnem hímnemű – nőnemű birtok): i tij – e tij, të tij – së tij, të tij – së tij, e tij, të tij – së tij; e tij, të tij, të tij, e tij, të tij
  - Egyes szám harmadik személy – az ő …-je (nőnem hímnemű – nőnemű birtok): i saj – e saj, të saj – së saj, të saj – së saj, e saj, të saj – së saj; e saj, të saj, të saj, e saj, të saj
  - Egyes szám harmadik személy – a saját …-ja (hímnemű – nőnemű birtok): i vet – e vet, të vet – së vet, të vet – së vet, e vet, të vet – së vet; e vet, të vet, të vet, e vet, të vet
  - Többes szám első személy – a mi …-nk (hímnem – nőnem): ynë – jonë, tonë – sonë, tonë – sonë, tonë, tonë – sonë; e tanë – e tona, të tanë – të tona, të tanë – të tona, e tanë – e tona, të tanë – të tona
  - Többes szám második személy – a ti …-tek (hímnem – nőnem): juaj, tuaj – suaj, tuaj – suaj, tuaj, tuaj – suaj; e tuaj – e tuaja, të tuaj – të tuaja, të tuaj – të tuaja, e tuaj – e tuaja, të tuaj – të tuaja
  - Többes szám harmadik személy – az ő …-jü;k (hímnem – nőnem): i tyre, të tyre, të tyre, e tyre, të tyre; e tyre, të tyre, të tyre, e tyre, të tyre
- Hangsúlyos alakok:
  - Egyes szám első személy – az enyém (hímnem – nőnem): imi – imja, timit – simes, timit – simes, timin – timen, timit – simes; të mitë – të miat, të mive – të miave, të mive – të miave, të mitë – të miat, të mive – të miave
  - Egyes szám második személy – a tiéd (hímnem – nőnem): yti – jotja, tëndit – santes, tëndit – santes, tëndin – tënden, tëndit – santes; të tutë – të tuat, të tuve – të tuave, të tuve – të tuave, të tutë – të tuat, të tuve – të tuave
  - Egyes szám harmadik személy – az övé (hímnem hímnemű – nőnemű birtok): i tiji – e tija, të tijit – së tijës, të tijit – së tijës, të tijin – të tijën, të tijit – së tijës; të tijtë – të tijat, të tijve – të tijave, të tijve – të tijave, të tijtë – të tijat, të tijve – të tijave
  - Egyes szám harmadik személy – az övé (nőnem hímnemű – nőnemű birtok): i saji – e saja, të sajit – së sajës, të sajit – së sajës, të sajin – të sajën, të sajit – së sajës; të sajtë – të sajat, të sajve – të sajave, të sajve – të sajave, të sajtë – të sajat, të sajve – të sajave
  - Egyes szám harmadik személy – a sajátja (hímnemű – nőnemű birtok): i veti – e veta, të vetit – së vetës, të vetit – së vetës, të vetin – të vetën, të vetit – së vetës; të vetët – të vetat, të vetëve – të vetave, të vetëve – të vetave, të vetët – të vetat, të vetëve – të vetave
  - Többes szám első személy – a miénk (hímnem – nőnem): yni – jona, tonit – sonës, tonit – sonës, tonin – tonën, tonit – sonës; tanët – tonat, tanëve – tonave, tanëve – tonave, tanët – tonat, tanëve – tonave
  - Többes szám második személy – a tiétek (hímnem – nőnem): juaji – juaja, tuajit – suajës, tuajit – suajës, tuajin – tuajën, tuajit – suajës; tuajt – tuajat, tuajve – të tuajave, tuajve – të tuajave, tuajt – tuajat, tuajve – të tuajave
  - Többes szám harmadik személy – az övék (hímnem – nőnem): i tyri – i tyrja, të tyrit – së tyrës, të tyrit – së tyrës, të tyrin – të tyrën, të tyrit – së tyrës; të tyret, të tyreve, të tyreve, të tyret, të tyreve

## Számnevek
- 1–10: një, dy, tre/tri, katër, pesë, gjashtë, shtatë, tetë, nëntë, dhjetë
- 11–21: njëmbëdhjetë, dymbëdhjetë, trembëdhjetë/trimbëdhjetë, katërmbëdhjetë, pesëmbëdhjetë, gjashtëmbëdhjetë, shtatëmbëdhjetë, tetëmbëdhjetë, nëntëmbëdhjetë, njëzet, njëzet e një
- 30–100, 1000: tridhjetë, dyzet, pesëdhjetë, gjashtëdhjetë, shtatëshjetë, statëdhjetë, tetëdhjetë, nëntëdhjetë, qind, mije

## Az ige
Az albánban nincsen főnévi igenév, a szótárban az igéket egyes szám első személyű alakban találjuk meg.

### Szabályos igeragozás
Az igeragozásnál három csoportot különböztetünk meg: a mássalhangzóra végződő igéket, a magánhangzóra végződő igéket és a -j-re végződőket.
Példák: qesh – nevetni, flas – beszélni, ha – enni, punoj – dolgozni
|    | Kijelentő mód, jelen idő (aktív)         | Kijelentő mód, jelen idő (passzív) | Kötő mód, jelen idő (aktív)             | Kötő mód, jelen idő (passzív)               |
| -- | ---------------------------------------- | ---------------------------------- | --------------------------------------- | ------------------------------------------- |
| E1 | qesh, qeshënj flas ha punoj              | qeshem flasem hahem punohem        | të qesh të flas të ha të punoj          | të qeshem të flasem të hahem të punohem     |
| E2 | qesh flet ha punon                       | qeshesh flasesh hahesh punohesh    | të qeshesh të flasësh të hash të punosh | të qeshesh të flasesh të hahesh të punohesh |
| E3 | qesh, qeshën flet ha punon               | qeshet flaset hahet punohet        | të qeshë të flasë të harë të punojë     | të qeshet të flaset të hahet të punohet     |
| T1 | qeshim, qeshmi flasim hamë, hami punojmë | qeshemi flasemi hahemi punohemi    | të qeshim të flasim të hamë të punojmë  | të qeshemi të flasemi të hahemi të punohemi |
| T2 | qeshni flisni hani punoni                | qeshen flasen hahen punohen        | të qeshin të flisin të hanë të punojnë  | të qeshen të flasen të hahen të punohen     |
| T3 | qeshin, qeshnjën flasin hanë punojnë     | qeshem flasem hahem punohem        | të qesh të flas të ha të punoj          | të qeshem të flasem të hahem të punohem     |

Az E2-ben és E3-ban az -s végű igék töve -t-re módosul; ugyanezeknél a hangsúlyos -a, -o hangok E2-ben és E3-ban -e-re, T2-ben -i-re változnak.
Egyes észak-olasz nyelvjárásokban a punonj ragozása a következő: punonjë, punonë, punonë, punonjëmë, punonjëni, punonjënë.
Visszaható alakok képzésénél tőhangzó-csere történik: a -j-végű igéknél a -j-t -h-ra cseréljü;k, a magánhangzó végűeknél a végződés elé beiktatunk egy -h-t.
Példa a lahem – mosakodni ragozására: lahem, lahesh, lahet, lahmi, lahni, lahen.
Folyamatos igeragozás:
- Albániában:
  - Aktív: qeshja, qeshje, qeshte, qeshnim, qeshnit, qeshnim
  - Passzív: qeshesha, qesheshe, qeshej, qesheshim, qesheshi, qesheshin
- Olaszországban:
  - Aktív: qeshnja, qeshnje, qeshnej*, qeshim, qeshit, qeshim
  - Passzív: qeshesha, qesheshe, qeshej, qesheshim, qesheshi, qesheshin

### Rendhagyó igeragozás
Példák: jam – lenni, kam – bírni, birtokolni, thom/them – beszélni
|    | Kijelentő mód, jelen idő        | Kötő mód, jelen idő                         |
| -- | ------------------------------- | ------------------------------------------- |
| E1 | jam kam thom/them               | të jem të kem të thom                       |
| E2 | je ke thua                      | të jesh të kesh të thuash                   |
| E3 | është, i(sh)* ka thotë, thotan* | të jetë të ketë të thotë, të thotan*        |
| T1 | jemi kemi thomi                 | të jemi të kemi të thomi                    |
| T2 | jeni, ini* keni thoni, thuni*   | të jeni, t'ini* të keni të thoni, të thuni* |
| T3 | janë kanë thonë                 | të jenë të kenë të thanë                    |

## Példaszöveg
Të gjithë njerëzit lindin të lirë dhe të barabartë në dinjitet dhe në të drejta. Ata kanë arsye dhe ndërgjegje dhe duhet të sillen ndaj njëri tjetrit me frymë vëllazërimi.
Minden emberi lény szabadon születik és egyenlő méltósága és joga van. Az emberek, ésszel és lelkiismerettel bírván, egymással szemben testvéri szellemben kell hogy viseltessenek.